# Babur Bani
Pour les articles homonymes, voir Babur (homonymie).
Les Babur bani sont les écrits de Guru Nanak, le premier gourou du sikhisme sur l'invasion du chef moghol Babur entre 1520 et 1526 en Inde. Les pages 360, 417 et 772 du Guru Granth Sahib, le Livre saint du sikhisme, relatent ces méfaits; ces écrits sont aussi comme beaucoup d'autres appelés Gurbani car créés par un gourou du sikhisme.  Ils sont dénommés en français : discours sur Babur, la traduction littérale de: Babur bani. 
L'analyse de ses pensés de Guru Nanak sont diverses; théologiquement, le fondateur du sikhisme compare ce guerrier, descendant de Gengis Khan à satan; ainsi il abat le fléau divin sur les humains. 
En tant que tel Babur n'est stoppé que par sa mort, donnée par Waheguru, Dieu (page 417 du Guru Granth Sahib),.
Certains passages de l'Ancien Testament parlent de tels fléaux venus apporter la justice divine sur terre.